# COMRES 75
COMRES 75 (аббр. от англ. Comet Research [Prototype], произносится «Ко́мрес», с англ. — «опытный [прототип бронетехники на базе танка] «Комета») — британский экспериментальный танк, первый в странах Организации Североатлантического договора (НАТО) и, по всей вероятности, в мировой истории танкостроения, танк с внешним расположением пушки. Разработка проекта COMRES 75 и изготовление опытного прототипа танка осуществлялись Научно-производственным объединением танкостроения (Fighting Vehicle Research and Development Establishment, сокр. FVRDE), работы велись в 1968 г. Одной из главных целей разработчиков, помимо демонстрации возможностей бронетехники с внешним расположением основного ствольного вооружения, был показ возможностей автомата заряжания как такового и смонтированного снаружи в особенности.

## Техническое описание
В качестве шасси для танка COMRES 75 использовалось шасси серийного танка A34 Comet IB, поэтому основные технические характеристики двух танков практически совпадали, за исключением возросших за счёт снятия массивной башни ходовых качеств и некоторых особенностей, например, там, где у «Кометы» располагался курсовой пулемёт, на «Комресе» был триплекс водителя. На вращающейся платформе снаружи устанавливалось основное ствольное вооружение, по обеим сторонам от которого располагались два постановщика дымовых завес на шесть дымовых гранат каждый. Внешнерасположенным основным вооружением танка была 83,4-мм нарезная танковая пушка (по данным британского историка танкостроения Ричарда Огоркевича, калибр пушки составлял 83,8-мм). Танковая пушка, автомат заряжания и два удлинённых тубуса со снарядами, расположенные по обеим сторонам от ствола, представляли собой унитарную конструкцию, снаружи покрытую защитным кожухом. Недостатком такой конструкции была низкая защищённость боекомплекта, перевозимого снаружи танка, от попадания крупнокалиберных пуль, осколков снарядов и других поражающих элементов.

## Испытания
Данные о заводских и полевых испытаниях танка отсутствуют, за исключением того, что британскими королевскими конструкторами бронетехники, — как сообщает Р. Огоркевич, — был приобретён ценный практический опыт внедрения принципиально новой компоновочной схемы.

## Дальнейшее развитие идеи
На базе наработок, достигнутых в ходе работ над проектом COMRES 75, впоследствии был предложен новый перспективный образец танка, который разрабатывался в рамках совместного англо-германского проекта создания нового основного боевого танка KPz 80 (сокр. от нем. Kampfpanzer 70), который, впрочем, также был закрыт в 1976 г., немецкими конструкторами было спроектировано не менее двух опытных прототипов танков с внешним расположением основного ствольного вооружения (120-мм танковой пушки) и автоматов заряжания с боекомплектом, один из прототипов, изготовленный в виде габаритного макета в натуральную величину, предусматривал расположение магазина со снарядами в два ряда позади казённой части пушки, у другого прототипа снаряды располагались вокруг ствола.

## Комментарии
1. ↑  По всей видимости, разница в 400 мкм вызвана способом замера калибра ствола, а) по диаметру внутренней окружности дульного среза, б) по расстоянию между полями нарезов.